# Ramón Ramírez
Jesús Ramón Ramírez Cecena (Tepic, 1969. december 5. –) mexikói válogatott labdarúgó.

## Pályafutása

### Klubcsapatban
Pályafutását szülővárosa csapatában a Coras de Tepic csapatában kezdte 1988-ban. Két évvel később a Santos Laguna szerződtette, ahol 1990 és 1994 között 99 mérkőzésen lépett pályára és 12 gólt szerzett. 1994 és 1998 között a Guadalajara játékosa volt, mellyel 1997-ben bajnoki címet szerzett. 1999-ben rövid ideig a Club América, majd ezt követően 1999 és 2001 között a Tigres UANL csapatában játszott. 2002-ben visszatért a Guadalajarahoz, ahol újabb két szezont töltött. 2005-ben az Egyesült Államokba igazolt a Chivas USA együtteséhez és innen vonult vissza 2007-ben.

### A válogatottban
1991 és 2000 között 121 alkalommal szerepelt a mexikói válogatottban és 15 gólt szerzett. Összesen 12 nagy tornán képviselte a nemzeti csapatot, melyek közül az első az 1993-as Copa América volt. Tagja volt többek között az 1993-as, az 1996-os és az 1998-as CONCACAF-aranykupán, illetve az 1999-es konföderációs kupán győztes válogatott kereteinek. Részt vett még az 1994-es és az 1998-as világbajnokságon, az 1995-ös és az 1997-es konföderációs kupán, az 1995-ös és az 1999-es Copa Américan, illetve a 2000-es CONCACAF-aranykupán.

## Sikerei, díjai
Guadalajara
- Mexikói bajnok (1): Verano 1997

Mexikó
- CONCACAF-aranykupa (3): 1993, 1996, 1998
- Konföderációs kupa (1): 1999

## Külső hivatkozások
- Ramón Ramírez – a FIFA adatbázisában
- Ramón Ramírez adatlapja a National-Football-Teams.com oldalon (angolul)

- Ramón Ramírez (angol nyelven). chivas.usa.com. [2007. február 17-i dátummal az eredetiből archiválva]. (Hozzáférés: 2018. április 27.)
- Ramón Ramírez (spanyol nyelven). esmas.com. [2007. június 3-i dátummal az eredetiből archiválva]. (Hozzáférés: 2018. április 27.)